# Nhà hát Bolshoi
Nhà hát Bolshoi (tiếng Nga: Большой театр, Bol'shoy teatr, có nghĩa là Nhà hát lớn) Còn đánh vần Bolshoy là một nhà hát lịch sử tại Moskva, Nga, được thiết kế bởi kiến trúc sư Joseph Bové, là tổ chức biểu diễn ballet và opera. Nhà hát là công ty mẹ của Học viện Ballet Bolshoi, một trường hàng đầu thế giới của ballet.
Nhà hát được thành lập vào năm 1776 theo quyết định của Nữ hoàng Catherine Đại đế, theo đó Hoàng tử Pyotr Urusov được phép xây dựng một nhà hát tư nhân ở Moscow với có chức năng tô điểm cho thành phố cũng như phục vụ nhu cầu thường thức nghệ thuật của mọi người. Nhà hát đã trải qua 3 vụ hỏa hoạn và một vụ ném bom trong đệ nhị thế chiến.
Tòa nhà hiện nay được xây dựng vào năm 1825 thay thế cho tòa nhà cũ bị hủy hoại bởi một trận hỏa hoạn năm 1805.
Trong quá trình 200 năm lịch sử tồn tại, nhà hát Bolshoi là nơi đã từng gắn với tên tuổi những nghệ sĩ nổi tiếng trong giới âm nhạc cũng như múa ballet. Sau 2 cuộc chiến tranh thế giới, Bolshoi có thời điểm đã trở thành kinh đô nghệ thuật ballet không chỉ của Moscow hay Nga mà còn của toàn châu Âu giữa lúc lục địa già đang bị chiến tranh tàn phá.
Nhà hát là một công trình nổi bật của thủ đô Moskva và Nga (mặt tiền tân cổ điển biểu tượng của nó thậm chí còn mô tả vào Nga 100-đồng rúp tiền giấy). Ngày 28 tháng mười 2011, các Bolshoi đã được khai trương trở lại sau khi một thời kỳ trùng tu dài 6 năm với chi phí về bảng Anh 500 triệu (700 triệu USD). Việc cải tạo bao gồm một cải tiến hệ thống âm thanh như chất lượng ban đầu (vốn đã bị thay đổi trong thời kỳ Liên Xô), cũng như quay trở lại các đồ trang trí Hoàng gia ban đầu của nhà hát Bolshoi.

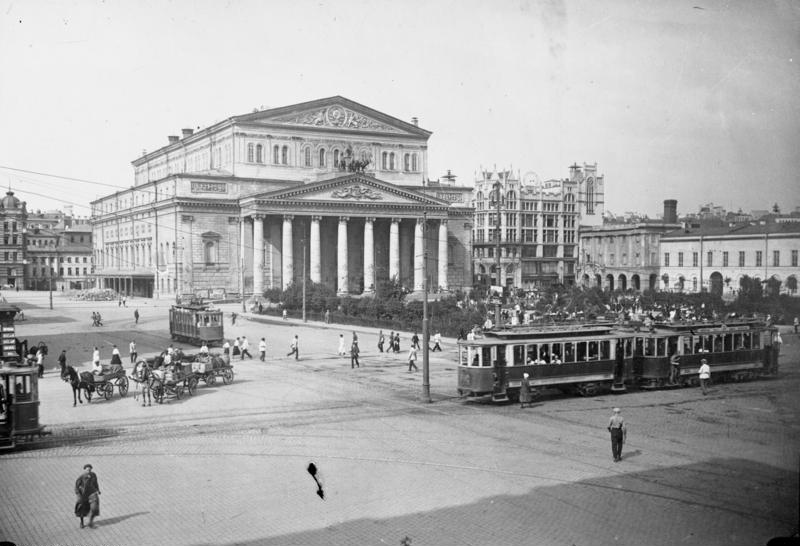
Cảnh Nhà hát lớn năm 1932.

## Trùng tu

### Thế kỷ 21
Từ tháng 7 năm 2005 đến tháng 10 năm 2011 Nhà hát đã được đóng cửa để trùng tu. Nhà hát đã trải qua nhiều đổi mới trong thời gian của tồn tại của nó, nhưng lần trùng tu này mang lại thay đổi lớn nhất. Tòa nhà có kiến trúc bao gồm ba phong cách khác nhau, đã bị hư hỏng, và đổi mới nhanh chóng dường như là cần thiết. Việc cải tạo ban đầu có dự toán chi phí 15 tỷ rúp (610 triệu USD), nhưng các kỹ sư đã thấy rằng cấu trúc được có hơn 75% không ổn định và người ta ước tính rằng chi phí trùng tu phải là 25,5 tỷ rúp (850 triệu USD). Tuy nhiên, việc hoàn thành khôi phục, nó đã được công bố rằng chỉ có 21 tỷ rúp đã được chi tiêu. Nghiên cứu được tài trợ hoàn toàn bởi chính phủ liên bang.
Mặc dù nhà hát đang được trùng tu, công ty vẫn hoạt động, với các chương trình biểu diễn được tổ chức vào ngày giai đoạn mới và trên sân khấu của Đại điện Kremlin. Ngày 28 tháng 10, năm 2011, nhà hát Bolshoi đã được mở cửa trở lại với một buổi hòa nhạc với các nghệ sĩ quốc tế và các công ty ballet và opera.